# زرین‌گل
زرین‌گل، روستایی است از توابع بخش مرکزی شهرستان علی‌آباد در استان گلستان ایران.

## جمعیت
این روستا در دهستان زرین‌گل قرار دارد و براساس سرشماری مرکز آمار ایران در سال ۱۳۸۵، جمعیت آن ۶۲۵ نفر (۱۵۶خانوار) بوده‌است.